# Campeonato nacional de Estados Unidos 1949
Lista de los campeones del Campeonato nacional de Estados Unidos de 1949:

## Senior

### Individuales masculinos
Pancho Gonzales vence a  Ted Schroeder, 16–18, 2–6 ,6–1 6–2, 6–4

### Individuales femeninos
Margaret Osborne duPont vence a  Doris Hart, 6–4, 6–1

### Dobles masculinos
John Bromwich /  Bill Sidwell vencen a  Frank Sedgman /  George Worthington, 6–4, 6–0, 6–1

### Dobles femeninos
Louise Brough /  Margaret Osborne vencen a  Shirley Fry /  Doris Hart, 6–4, 10–8

### Dobles mixto
Louise Brough /  Eric Sturgess vencen a  Margaret Osborne duPont /  Bill Talbert, 4–6, 6–3, 7–5
| Predecesor: 1948                         | Campeonato nacional de Estados Unidos 1949 | Sucesor: 1950                         |
| Predecesor: Campeonato de Wimbledon 1949 | Grand Slam 1949                            | Sucesor: Campeonato de Australia 1950 |

- Datos: Q2410133